# Fucile a otturatore scorrevole

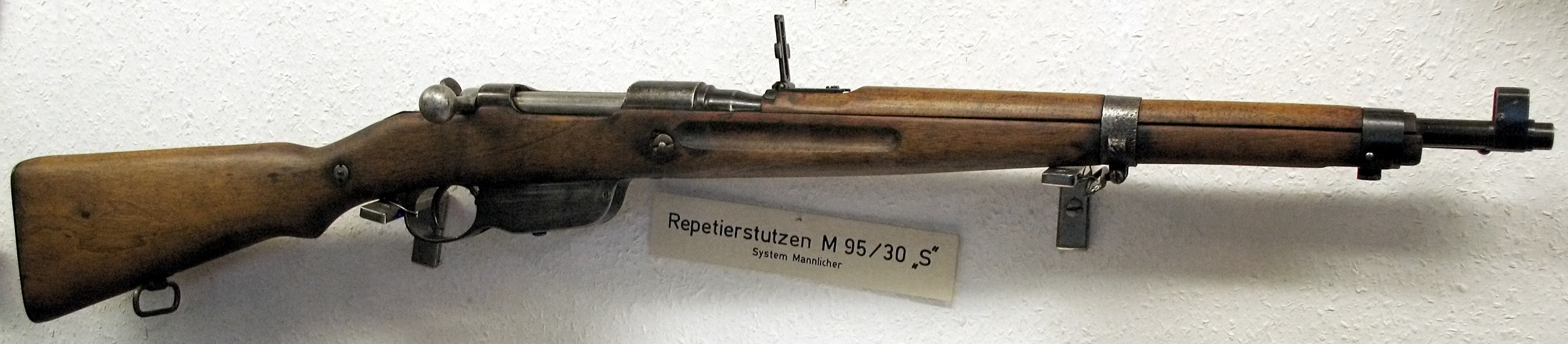
Il Mannlicher M95/30.

L'azionamento ad otturatore scorrevole (detto anche straight pull, dal nome inglese) è un sistema per la chiusura della culatta in carabine o fucili a ripetizione manuale o a colpo singolo, nel quale l'otturatore si muove manualmente arretrandolo per aprire la culatta ed espellere il bossolo sparato e poi, con movimento contrario, permettere il cameramento di un'altra cartuccia, richiudere la culatta e rendere l'arma pronta allo sparo. Differisce dal sistema dal otturatore girevole-scorrevole in quanto in quest'ultimo per poter arretrare l'otturatore e poi per riportarlo in chiusura è necessario agire una rotazione.

## Descrizione
Questo sistema, meno diffuso del girevole-scorrevole, ha trovato la massima applicazione nei fucili Mannlicher austro-ungarici. L'otturatore viene azionato senza ruotarlo ma solo arretrandolo ed avanzandolo, riducendone il movimento da parte del tiratore, con l'obiettivo di aumentare la cadenza di tiro. La rotazione dell'otturatore non avviene per azionamento manuale, come nei fucili a ripetizione ordinaria, ma è assicurata da una camma che, agendo sul manubrio e tirandolo all'indietro, scorre in una scanalatura ed obbliga la testa dell'otturatore a ruotare, svincolando così dalla culatta i tenoni anteriori e permettendo l'apertura; successivamente, quando l'otturatore viene spinto in avanti per camerare una cartuccia, la chiusura è garantita dalla medesima camma che scorre in avanti e obbliga la testa dell'otturatore a ruotare, portando i tenoni anteriori in posizione di chiusura nelle relative sedi all'interno della culatta. La chiusura è sicura e robusta, e il funzionamento è in effetti molto rapido (anche oltre 30 colpi al minuto), però si tratta di un sistema meccanico che richiede molta manutenzione, per le complesse parti mobili con cui è concepito. Ma se l'arma è costantemente pulita, il funzionamento del sistema Mannlicher è affidabile. 
Il fucile canadese Ross e lo svizzero Schmidt Rubin erano alimentati tramite lastrine di caricamento (dette in inglese stripper clip), mentre i Mannlicher impiegavano piastrine "en bloc". I fucili della famiglia dei Schmidt-Rubin, culminata con il Schmidt Rubin K31, sono conosciuti come i più precisi fucili d'ordinanza mai realizzati. 
Nel biathlon, le azioni straight pull sono abbastanza comuni, in particolare nelle armi prodotte dalla J. G. Anschütz.